# Архиепархия Агры
Архиепархия Агры (лат. Archidioecesis Agraënsis) — архиепархия Римско-Католической церкви c центром в городе Агра, Индия. В митрополию Агры входят епархии Аджмера, Аллабахада, Баррейли, Биджнора, Варанаси, Горакхпура, Джайпура, Джаханси, Лакхнау, Мератха, Удайпура. Кафедральным собором архиепархии Агры является собор Непорочного Зачатия Пресвятой Девы Марии.

## История
17 мая 1784 года Святой Престол учредил миссию sui iuris Хиндустана, выделив её из апостольского викариата Великих Моголов (сегодня — Архиепархия Бомбея).
В 1820 году в миссию sui iuris Хиндустана вошла территория Тибета и она была переименована в миссию sui iuris Тибета-Хиндустана.
7 февраля 1845 года миссия sui iuris Тибета-Хиндустана передала часть своей территории в пользу возведения нового апостольского викариата Патны (сегодня — Епархия Аллахабада).
В 1846 году миссия sui iuris Тибета-Хиндустана была преобразована в апостольский викариат Агры.
1 сентября 1886 года Римский папа Лев XIII выпустил буллу Humanae salutis, которой преобразовал апостольский виакариат Агры в ранг архиепархии.
В следующие годы архиепархия Агры передала часть своей территории в пользу возведения новых церковных структур:
- июль 1890 года — миссии sui iuris Раджпутана (сегодня — Епархия Аджмера);
- 13 сентября 1910 года — архиепархии Симлы (сегодня — Архиепархия Дели);
- 12 января 1940 года — епархии Лакхнау;
- 20 февраля 1956 года — епархии Мератха.

## Ординарии архиепархии
- епископ Зенобио Бенуччи (1820 — 23.06.1824);
- епископ Антонио Пеццони (27.01.1826 — 1841);
- епископ Джузеппе Антонио Борджи (1841 — 12.06.1849);
- епископ Гаетано Карли (12.06.1849 — 1854);
- епископ Игнацио Персико (8.03.1854 — апрель 1860);
- епископ Ангеликус Беденик (июль 1861 — 2.11.1865);
- архиепископ Михаил Ангелус Джакоби (9.02.1868 — 14.10.1891);
- архиепископ Эммануэль Альфонс ван ден Бош (2.01.1892 — 27.04.1897);
- архиепископ Карло Джузеппе Джентили (27.08.1898 — 6.01.1917);
- архиепископ Анджеле Рафаэле Бернаккиони (7.08.1917 — 21.08.1937);
- архиепископ Эванджелиста Латино Энрико Ванни (21.08.1937 — 21.11.1955);
- архиепископ Доминик Ромуальд Базил Атаиде (29.02.1956 — 26.06.1982);
- архиепископ Чечил ДеСа (11.11.1983 — 16.04.1998);
- архиепископ Винцент Михаэль Кончессао (5.11.1998 — 7.09.2000) — назначен архиепископом Дели;
- архиепископ Освальд Грасиас (7.09.2000 — 14.10.2006) — назначен архиепископом Бомбея;
- архиепископ Альберт Дсоуза (16.02.2007 — 12.11.2020, в отставке);
- архиепископ Raphy Manjaly (12.11.2020 — по настоящее время).

## Источник
- Annuario Pontificio, Libreria Editrice Vaticana, Città del Vaticano, 2003, ISBN 88-209-7422-3